# Poša
Poša este o comună slovacă, aflată în districtul Vranov nad Topľou din regiunea Prešov. Localitatea se află la altitudinea de 119 m deasupra n.m., se întinde pe o suprafață de 8,44 km2 și în 2017 număra 940 de locuitori.

## Istoric
Localitatea Poša este atestată documentar din 1386.

## Demografie
| An:                | 1994 | 2004    | 2014    | 2024   |
| ------------------ | ---- | ------- | ------- | ------ |
| Număr de persoane: | 762  | 841     | 941     | 1010   |
| Diferență:         |      | +10,36% | +11,89% | +7,33% |

| An:                | 2023 | 2024   |
| ------------------ | ---- | ------ |
| Număr de persoane: | 996  | 1010   |
| Diferență:         |      | +1,40% |